# 置屋

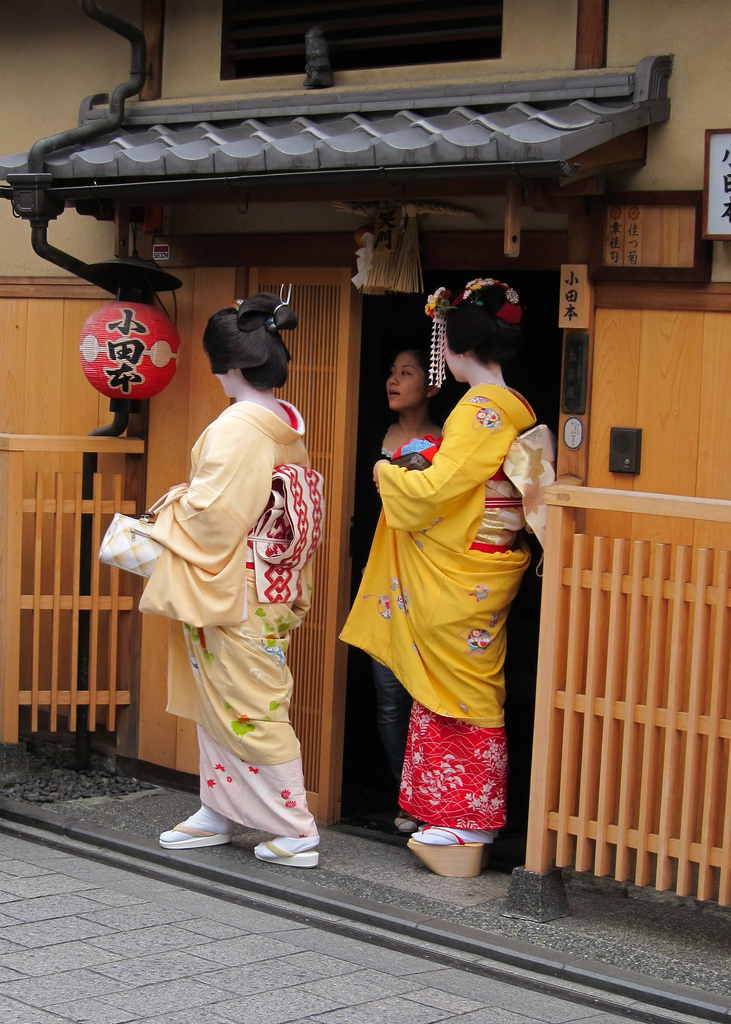
現代の置屋。京都・小田本では、置屋業のほかに、舞妓などの芸を楽しめるバーとしても営業。

置屋（おきや）は、日本で芸者や遊女を抱えている家のことで、料亭・待合・茶屋などの客の求めに応じて芸者や遊女を差し向ける。遊女屋とも。

## 概要
芸者置屋・芸者屋などとも呼ばれ、これに料理を用意する料理屋、場所を貸す待合茶屋や貸座敷を加えて三業といい、通常同一地区内でそれら三業が組織を作り、それを三業組合と言う。こうした芸者遊びのできる場所を三業地（花街、遊廓、色街など）とも言う。
時代により、料理屋や待合茶屋を兼業する置屋も出てくるようになり、京都島原の「輪違屋」や大阪南地の「大和屋」など、茶屋として名を馳せた店も、もともとは置屋だった。また、花柳界がそれほど大きくない地方では、三業の分化は明確でなく、兼業も多かった。
芸者置屋だけでなく、仲居置屋や酌人置屋などもあり、昭和2年の資料では、芸者置屋業を単に「酌婦のみを置くもの」としている。

### 日本三大置屋
- 京都
- 熱海
- 箱根湯本- 32軒（2021年現在）